# المنية (شلمنقة)
المُنيَة هي كُماركة في مقاطعة شلمنقة وقشتالة وليون . تحتوي على 30 بلدية